# Louisa Djemaï
Louisa Djemaï (en arabe : لويزة جمعي), née le 19 octobre 1998 à Saint-Étienne, est une footballeuse internationale algérienne évoluant au poste d'arrière gauche au Clermont Foot 63.

## Biographie

### Carrière en club
Louisa Djemaï connait un parcours atypique. Elle commence le sport par le tennis, puis fait le choix de se diriger vers l'athlétisme au collège. Avec succès, puisqu'elle faisait partie des meilleures cadettes de France sur 2 000 mètres Steeple. Elle attend finalement ses vingt ans pour prendre sa première licence de football à Le Puy Foot. En parallèle de sa carrière, elle fait des études de droit.

#### Avec le Puy (2021-2023)
Elle fait ses premiers pas en deuxième division, lors de la saison 2021-2022, après s'être imposée lors des matchs de préparation. Son entraîneur Pierre-Yves Thomas confie : « En deux ans et demi, elle a beaucoup progressé techniquement ».
Le 5 décembre 2021 elle inscrit son premier but sous la tunique des Ponotes contre Nice à l'occasion de la 10e journée de D2. Unique buteuse pour le Puy ce jour-là, elle et son équipe s'inclinent sur le lourd score de 5-1.
Louisa Djemaï inscrit un des buts de la victoire (2-1) contre Clermont Foot 63 le 12 mars 2023 à l'occasion de la 15e journée de D2.

#### Avec Clermont Foot (2024-)
Après une longue période sans jouer en raison de blessures, Louisa Djemaï se relance en s'engageant avec le Clermont Foot 63 qui évolue en troisième division. Le club annonce sa signature le 13 juillet 2024.

### Carrière en sélection
En novembre 2021, elle est convoquée pour la première fois en équipe d'Algérie par la sélectionneuse nationale Radia Fertoul pour participer à une double confrontation amicale contre la Tunisie, lors d'un stage de préparation pour les éliminatoires de la CAN 2022,. À la suite de sa convocation elle déclare : « Au début, je n’arrivais pas à y croire. Je me disais que tant que je ne recevais pas ma convocation, c’était un rêve et que tout n’était qu’une blague. J’avoue, j’ai versé quelques larmes à la réception du mail et plus tard lors de la convocation. Ça représente énormément pour moi, d’un point de vue personnel, en plus de l’aspect sportif c’est quelque chose qui me tenait à cœur. J’ai tout de suite pensé à ma famille, à la fierté qu’ils allaient ressentir ». Le 25 novembre 2021, elle honore sa première sélection en tant que titulaire contre la Tunisie. Le match se solde par une victoire 0-1 des Algériennes.

## Statistiques

### Statistiques détaillées
| Saison                | Club                  | Championnat           | Championnat | Championnat | Coupe(s) nationale(s) | Coupe(s) nationale(s) | Algérie | Algérie | Total | Total |
| Saison                | Club                  | Division              | M.          | B.          | M.                    | B.                    | M.      | B.      | M.    | B.    |
| 2020-2021             | Le Puy Foot           | District              | 1           | 0           | -                     | -                     | -       | -       | 1     | 0     |
| 2021-2022             | Le Puy Foot           | Division 2            | 20          | 1           | 3                     | 0                     | 1       | 0       | 24    | 1     |
| 2022-2023             | Le Puy Foot           | Division 2            | 21          | 1           | 2                     | 0                     | -       | -       | 23    | 1     |
| Sous-total            | Sous-total            | Sous-total            | 42          | 2           | 5                     | 0                     | 1       | 0       | 48    | 2     |
| 2024-2025             | Clermont              | Division 3            | 0           | 0           | 0                     | 0                     | -       | -       | 0     | 0     |
| Total sur la carrière | Total sur la carrière | Total sur la carrière | 42          | 2           | 5                     | 0                     | 1       | 0       | 48    | 2     |

### En sélection

#### Matchs internationaux
Le tableau suivant liste les rencontres de l'équipe d'Algérie dans lesquelles Louisa Djemaï a été sélectionnée depuis le 25 novembre 2021 jusqu'à présent.